# Eurycope ochotensis
Eurycope ochotensis är en kräftdjursart som beskrevs av Oleg Grigor'evich Kussakin 1979. Eurycope ochotensis ingår i släktet Eurycope och familjen Munnopsidae. Inga underarter finns listade i Catalogue of Life.